# ゲイリー・スティーブン・ロバット
ゲイリー・スティーブン・ロバット（マレー語: Gary Steven Robbat、1992年9月3日 - ）は、マレーシアのサッカー選手。マレーシア代表。現在、マレーシア・スーパーリーグのサバFCに所属している。ポジションはDMF。

## クラブ歴

### ハリマウ・ムダ
2008年、ブキット・ジャリル体育学校から新生されたハリマウ・ムダに入団。ハリマウ・ムダが2チームに分かれるとハリマウ・ムダAに所属した。2010年にハリマウ・ムダAはスロバキアのズラテー・モラフツェに8ヶ月のトレーニングキャンプに行き、3月30日に彼とムスリム・アマドは現地のFC ViOnズラテー・モラフツェのトライアルを受けた。ズラテー・モラフツェの監督のリュボミール・モラフチクは2010-11シーズンの彼らとのプロ契約を約束したものの、実際には移籍とならなかった。2011年にはマレーシア・スーパーリーグをハリマウ・ムダAは5位で終え、2012年には同クラブがSリーグに参戦し、このシーズンを4位で終えた。2013年には再びスロバキアでの集中トレーニングを行った。2014年にはオーストラリアのクイーンズランド州リーグに参戦した。彼はレッドランズ・ユナイテッドFCから得点を奪ったものの、チームは3-2で敗北した。

### ジョホール・ダルル・タクジムFC
2014シーズンが終わると、彼はチームメイトのサールヴィンドラン・デヴァンドランと共にパハンFAへ移籍する事が発表された。しかし、後にジョホール・ダルル・タクジムFCが彼と契約した事を発表した。ケダFAに至っては、契約していないにも関わらず代表のムクリズ・マハティールが彼の所有権を主張し、故郷に帰ってきてほしいと述べた。ムクリズ・マハティールによれば、マレーシアサッカー協会の規則ではハリマウ・ムダの選手は国のアンダー代表と契約しない場合、まずは故郷のクラブに加入する物だとの事である。2015年1月16日には、2つのチームと契約した事によって、マレーシアサッカー協会から3ヶ月の出場停止及び5万リンギットの罰金を科された。
2015年1月26日には、ジョホールサッカー協会は彼がドイツ・ブンデスリーガに所属するボルシア・ドルトムントで練習している事を発表した。彼はマレーシアで3ヶ月の出場停止になっているためにドイツで過ごしているとの事であった。

## 代表歴
アンダー代表としてはU-21、U-23の年代で出場経験がある。U-23代表としては2010年アジア競技大会や2014年アジア競技大会に出場している。
A代表としては、2012 AFFスズキカップと2014 AFFスズキカップの際にメンバーに選出された。

## タイトル

### クラブ
ジョホール・ダルル・タクジムFC
- マレーシア・スーパーリーグ: 2015, 2016, 2017, 2018, 2019
- マレーシアカップ: 2017, 2019
- AFCカップ: 2015

### 代表
- 東南アジアサッカー選手権

準優勝: 2014